# Canchol
Canchol är en ort i Mexiko.   Den ligger i kommunen Jilotlán de los Dolores och delstaten Jalisco, i den södra delen av landet, 400 km väster om huvudstaden Mexico City. Canchol ligger 718 meter över havet och antalet invånare är 116.
Terrängen runt Canchol är kuperad åt sydväst, men åt nordost är den platt. Terrängen runt Canchol sluttar österut. Runt Canchol är det glesbefolkat, med 16 invånare per kvadratkilometer. Närmaste större samhälle är Tepalcatepec, 16,4 km sydost om Canchol. I omgivningarna runt Canchol växer huvudsakligen savannskog.